# Rajpura
Rajpura è una città dell'India di 82.551 abitanti, situata nel distretto di Patiala, nello stato federato del Punjab. In base al numero di abitanti la città rientra nella classe II (da 50.000 a 99.999 persone).

## Geografia fisica
La città è situata a 30° 28' 59 N e 76° 35' 42 E e ha un'altitudine di 258 m s.l.m..

## Società

### Evoluzione demografica
Al censimento del 2001 la popolazione di Rajpura assommava a 82.551 persone, delle quali 43.720 maschi e 38.831 femmine. I bambini di età inferiore o uguale ai sei anni assommavano a 8.985, dei quali 5.085 maschi e 3.900 femmine. Infine, coloro che erano in grado di saper almeno leggere e scrivere erano 61.242, dei quali 34.019 maschi e 27.223 femmine.